# Rayford Barnes
Rayford K. Barnes (Whitesboro, 23 ottobre 1920 – Santa Monica, 11 novembre 2000) è stato un attore statunitense.
Ha recitato in oltre 40 film dal 1952 al 1997 ed è apparso in oltre 90 produzioni televisive dal 1952 al 1996.

## Biografia
Rayford Barnes nacque a Whitesboro, in Texas, il 23 ottobre 1920.
Intraprese la sua carriera a New York nella Neighborhood Playhouse, ma si trasferì poi a San Francisco. Dopo aver partecipato alla seconda guerra mondiale, iniziò ad apparire regolarmente in produzioni cinematografiche e televisive a partire dai primi anni cinquanta. Nel 1952 recitò nel ruolo non accreditato del sergente Case nel film Aquile tonanti, e in televisione nell'episodio The Strange Case of James Doyle della serie televisiva Squadra mobile, andato in onda il 7 agosto 1952, nel ruolo di un giovane reporter.
Successivamente partecipò a numerosi episodi di serie televisive (in particolare di genere western) dagli anni cinquanta agli anni settanta. Interpretò, tra gli altri, il ruolo di Ike Clanton in 8 episodi della serie Le leggendarie imprese di Wyatt Earp, dal 1960 al 1961. Per il cinema, fu accreditato in diverse produzioni. Tra gli altri, lavorò con John Wayne nei film Hondo (1953), Pugni, pupe e pepite (1960) e La stella di latta (1973), e partecipò al western di Sam Peckinpah Il mucchio selvaggio (1969), nel ruolo di Buck, uno dei fuorilegge uccisi in una sparatoria nelle fasi iniziali del film.
La sua ultima apparizione sul piccolo schermo avvenne nell'episodio Doctor Carter, I Presume della serie televisiva E.R. - Medici in prima linea, andato in onda il 26 settembre 1996, che lo vide nel ruolo di Jim, mentre per il grande schermo l'ultima interpretazione risale al cortometraggio spagnolo Espacios (1997), diretto da Javier Fuentes-León.
Morì a Santa Monica, in California, l'11 novembre 2000, all'età di 80 anni.

## Filmografia

### Cinema
- Aquile tonanti (Thunderbirds), regia di John H. Auer (1952)
- Lo straniero ha sempre una pistola (The Stranger Wore a Gun), regia di André De Toth (1953)
- Hondo, regia di John Farrow (1953)
- Red River Shore, regia di Harry Keller (1953)
- Desperado (The Desperado), regia di Thomas Carr (1954)
- Rullo di tamburi (Drum Beat) , regia di Delmer Daves (1954)
- Bowery to Bagdad, regia di Edward Bernds (1955)
- Prima dell'uragano (Battle Cry), regia di Raoul Walsh (1955)
- I sette ribelli (Seven Angry Men), regia di Charles Marquis Warren (1955)
- Wichita, regia di Jacques Tourneur (1955)
- Le colline bruciano (The Burning Hills), regia di Stuart Heisler (1956)
- La valle dei delitti (The Young Guns), regia di Albert Band (1956)
- Ostaggi dei banditi (Stagecoach to Fury), regia di William F. Claxton (1956)
- Beginning of the End, regia di Bert I. Gordon (1957)
- L'arma della gloria (Gun Glory), regia di Roy Rowland (1957)
- Il robot e lo Sputnik (The Invisible Boy), regia di Herman Hoffman (1957)
- Il forte del massacro (Fort Massacre), regia di Joseph M. Newman (1958)
- Il sentiero della rapina (Ride a Crooked Trail), regia di Jesse Hibbs (1958)
- L'uomo del Texas (Lone Texan), regia di Paul Landres (1959)
- Duello alla pistola (The Gunfight at Dodge City), regia di Joseph M. Newman (1959)
- Sacro e profano (Never So Few), regia di John Sturges (1959)
- Assedio all'ultimo sangue (13 Fighting Men), regia di Harry W. Gerstad (1960)
- Susanna agenzia squillo (Bells Are Ringing), regia di Vincente Minnelli (1960)
- Il pistolero Jessie James (Young Jesse James), regia di William F. Claxton (1960)
- Pugni, pupe e pepite (North to Alaska), regia di Henry Hathaway (1960)
- Cimarron, regia di Anthony Mann (1960)
- The Three Stooges in Orbit, regia di Edward Bernds (1962)
- Una domenica a New York (Sunday in New York), regia di Peter Tewksbury (1963)
- Il californiano (Guns of Diablo), regia di Boris Sagal (1965)
- Shenandoah - La valle dell'onore (Shenandoah), regia di Andrew V. McLaglen (1965)
- Jesse James Meets Frankenstein's Daughter, regia di William Beaudine (1966)
- Il mucchio selvaggio (The Wild Bunch), regia di Sam Peckinpah (1969)
- Il giorno dei lunghi fucili (The Hunting Party), regia di Don Medford (1971)
- 1999 - Conquista della Terra (Conquest of the Planet of the Apes), regia di J. Lee Thompson (1972)
- La gang dei bassotti (Little Cigars), regia di Chris Christenberry (1973)
- La stella di latta (Cahill U.S. Marshal), regia di Andrew V. McLaglen (1973)
- Uccidete Mister Mitchell (Mitchell), regia di Andrew V. McLaglen (1975)
- Io non credo a nessuno (Breakheart Pass), regia di Tom Gries (1975)
- The Astral Factor, regia di John Florea (1978)
- La più bella avventura di Lassie (The Magic of Lassie), regia di Don Chaffey (1978)
- Caccia selvaggia (Death Hunt), regia di Peter R. Hunt (1981)
- Espacios, regia di Javier Fuentes-León (1997)

### Televisione
- Squadra mobile (Racket Squad) – serie TV, un episodio (1952)
- Letter to Loretta – serie TV, un episodio (1954)
- Roy Rogers (The Roy Rogers Show) – serie TV, 2 episodi (1954-1955)
- Wild Bill Hickok (Adventures of Wild Bill Hickok) – serie TV, un episodio (1955)
- The Man Behind the Badge – serie TV, un episodio (1955)
- Papà ha ragione (Father Knows Best) – serie TV, un episodio (1955)
- Jane Wyman Presents The Fireside Theatre – serie TV, un episodio (1956)
- The Ford Television Theatre – serie TV, un episodio (1956)
- I racconti del West (Zane Grey Theater) – serie TV, un episodio (1956)
- Navy Log – serie TV, episodio 2x02 (1956)
- Dragnet – serie TV, un episodio (1956)
- Furia (Fury) – serie TV, un episodio (1956)
- Cheyenne – serie TV, 2 episodi (1956)
- Schlitz Playhouse of Stars – serie TV, un episodio (1957)
- General Electric Theater – serie TV, un episodio (1957)
- Tales of Wells Fargo – serie TV, un episodio (1957)
- Colt .45 – serie TV, un episodio (1957)
- Tombstone Territory – serie TV, un episodio (1958)
- La pattuglia della strada (Highway Patrol) – serie TV, 3 episodi (1956-1958)
- Harbor Command – serie TV, episodio 1x30 (1958)
- Northwest Passage – serie TV, un episodio (1958)
- Steve Canyon – serie TV, episodio 1x05 (1958)
- Tales of the Texas Rangers – serie TV, un episodio (1958)
- 26 Men – serie TV, 5 episodi (1957-1959)
- Le avventure di Rin Tin Tin (The Adventures of Rin Tin Tin) – serie TV, 2 episodi (1958-1959)
- Rescue 8 – serie TV, episodio 1x32 (1959)
- Troubleshooters – serie TV, un episodio (1959)
- Lo sceriffo indiano (Law of the Plainsman) – serie TV, episodio 1x05 (1959)
- Lawman – serie TV, 2 episodi (1959)
- Avventure lungo il fiume (Riverboat) – serie TV, un episodio (1959)
- Il tenente Ballinger (M Squad) – serie TV, un episodio (1959)
- Overland Trail – serie TV, un episodio (1960)
- Johnny Staccato – serie TV, episodio 1x25 (1960)
- U.S. Marshal – serie TV, un episodio (1960)
- Bourbon Street Beat – serie TV, episodio 1x29 (1960)
- Sugarfoot – serie TV, un episodio (1960)
- The Deputy – serie TV, un episodio (1960)
- Gli intoccabili (The Untouchables) – serie TV, un episodio (1960)
- Bat Masterson – serie TV, un episodio (1961)
- Coronado 9 – serie TV, un episodio (1961)
- Maverick – serie TV, 5 episodi (1959-1961)
- Le leggendarie imprese di Wyatt Earp (The Life and Legend of Wyatt Earp) – serie TV, 8 episodi (1960-1961)
- Outlaws – serie TV, episodio 2x08 (1961)
- Ai confini della realtà (The Twilight Zone) – serie TV, un episodio (1961)
- I detectives (The Detectives) – serie TV, episodio 3x13 (1962)
- Surfside 6 – serie TV, episodio 2x24 (1962)
- Laramie – serie TV, 5 episodi (1959-1962)
- Io e i miei tre figli (My Three Sons) – serie TV, episodio 3x27 (1963)
- The Wide Country – serie TV, episodio 1x25 (1963)
- Have Gun - Will Travel – serie TV, 7 episodi (1958-1963)
- La grande avventura (The Great Adventure) – serie TV, episodio 1x13 (1964)
- The Travels of Jaimie McPheeters – serie TV, episodio 1x26 (1964)
- Lassie – serie TV, 3 episodi (1957-1964)
- Gli uomini della prateria (Rawhide) – serie TV, 3 episodi (1962-1965)
- Il fuggiasco (The Fugitive) – serie TV, un episodio (1965)
- The Alfred Hitchcock Hour – serie TV, 3 episodi (1963-1965)
- Gomer Pyle: USMC – serie TV, un episodio (1965)
- Il virginiano (The Virginian) – serie TV, 2 episodi (1965)
- Laredo – serie TV, un episodio (1966)
- Daniel Boone – serie TV, un episodio (1966)
- Iron Horse – serie TV, un episodio (1966)
- Death Valley Days – serie TV, un episodio (1967)
- Cimarron Strip – serie TV, 2 episodi (1967-1968)
- Gli invasori (The Invaders) – serie TV, 2 episodi (1967-1968)
- F.B.I. (The F.B.I.) – serie TV, 2 episodi (1967-1968)
- Lancer – serie TV, episodio 1x02 (1968)
- La grande vallata (The Big Valley) – serie TV, 3 episodi (1967-1968)
- Il grande teatro del west (The Guns of Will Sonnett) – serie TV, 2 episodi (1967-1969)
- Sui sentieri del West (The Outcasts) – serie TV, episodio 1x18 (1969)
- Ai confini dell'Arizona (The High Chaparral) – serie TV, 2 episodi (1968-1969)
- Un vero sceriffo (Nichols) – serie TV, 2 episodi (1971-1972)
- Primus – serie TV, un episodio (1972)
- Bonanza – serie TV, 2 episodi (1962-1973)
- Gunsmoke – serie TV, 11 episodi (1960-1973)
- A tutte le auto della polizia (The Rookies) – serie TV, un episodio (1974)
- The New Perry Mason – serie TV, un episodio (1974)
- Kung Fu – serie TV, un episodio (1974)
- Riuscirà la nostra carovana di eroi... (Dusty's Trail) – serie TV, un episodio (1974)
- Cannon – serie TV, 2 episodi (1971-1975)
- The Daughters of Joshua Cabe Return – film TV (1975)
- Bronk – serie TV, un episodio (1975)
- The Invisible Man – serie TV, un episodio (1975)
- Dynasty – film TV (1976)
- Racconti della frontiera (The Quest) – serie TV, un episodio (1976)
- Wonder Woman – serie TV, un episodio (1976)
- La casa nella prateria (Little House on the Prairie) – serie TV, 2 episodi (1976)
- Fantasilandia (Fantasy Island) – serie TV, un episodio (1979)
- Trapper John (Trapper John, M.D.) – serie TV, un episodio (1981)
- Flamingo Road – serie TV, un episodio (1982)
- Falcon Crest – serie TV, 2 episodi (1982)
- The Wild Women of Chastity Gulch – film TV (1982)
- Professione pericolo (The Fall Guy) – serie TV, un episodio (1984)
- Simon & Simon – serie TV, un episodio (1986)
- Belle e pericolose (Dangerous Curves) – serie TV, un episodio (1993)
- Le avventure di Brisco County (The Adventures of Brisco County Jr.) – serie TV, 2 episodi (1993)
- Walker Texas Ranger (Walker, Texas Ranger) – serie TV, un episodio (1994)
- E.R. - Medici in prima linea (ER) – serie TV, un episodio (1996)